# Weißenstein (Kärnten)

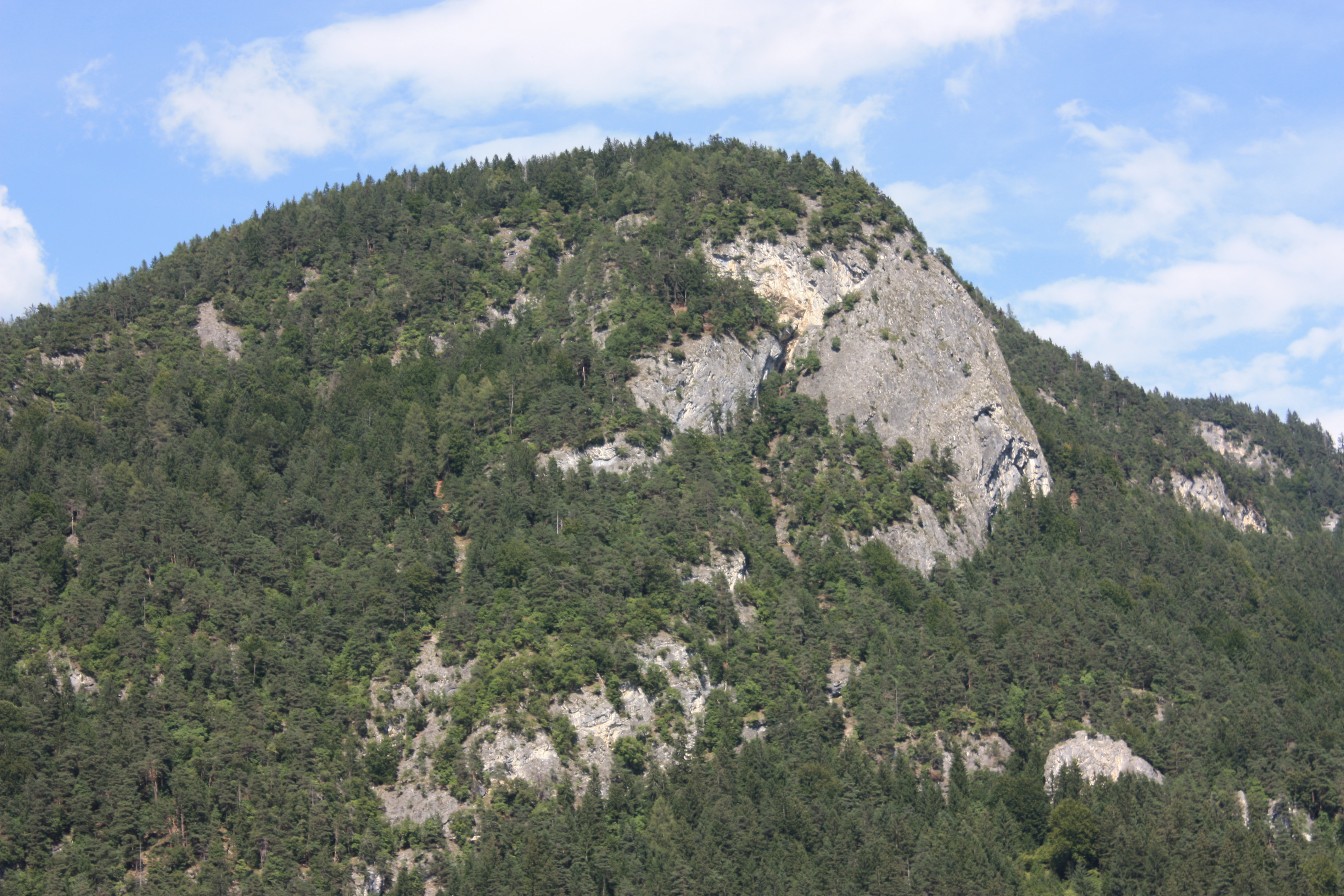
Pleschwand

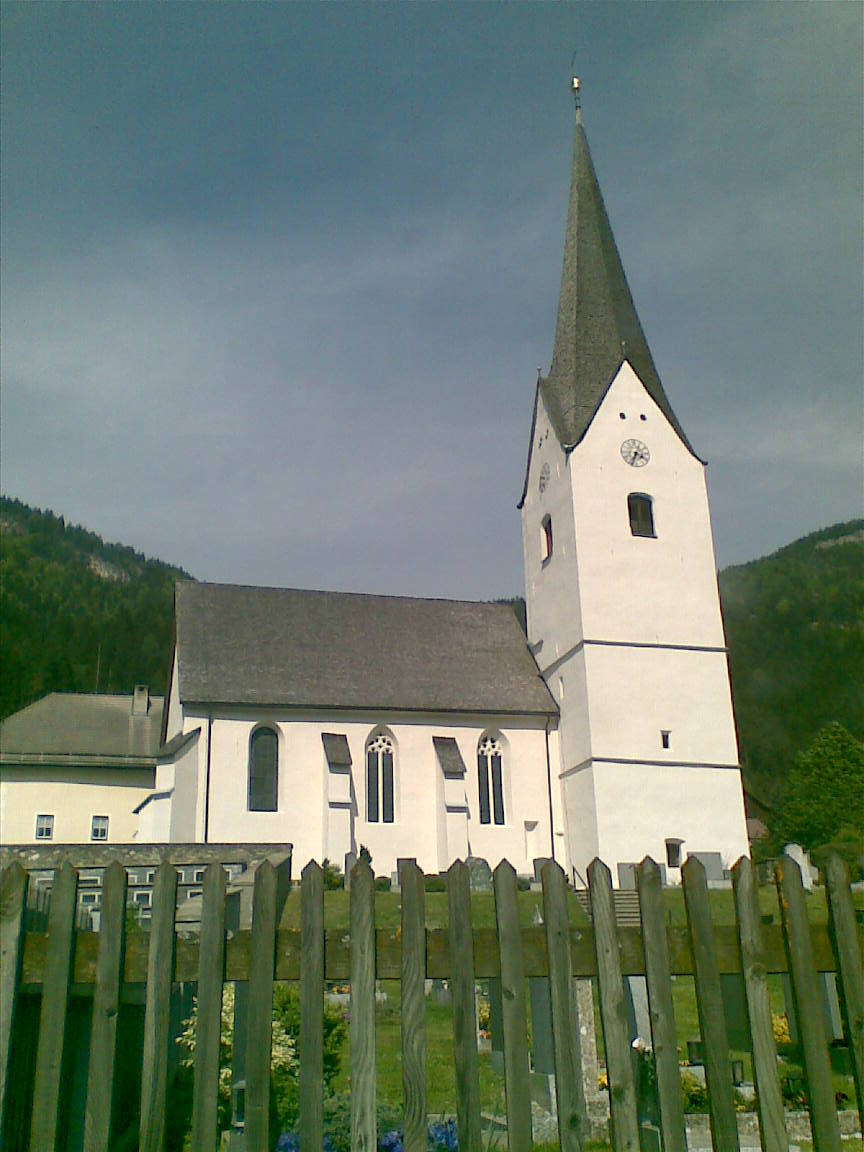
Pfarrkirche St. Leonhard zu Weißenstein

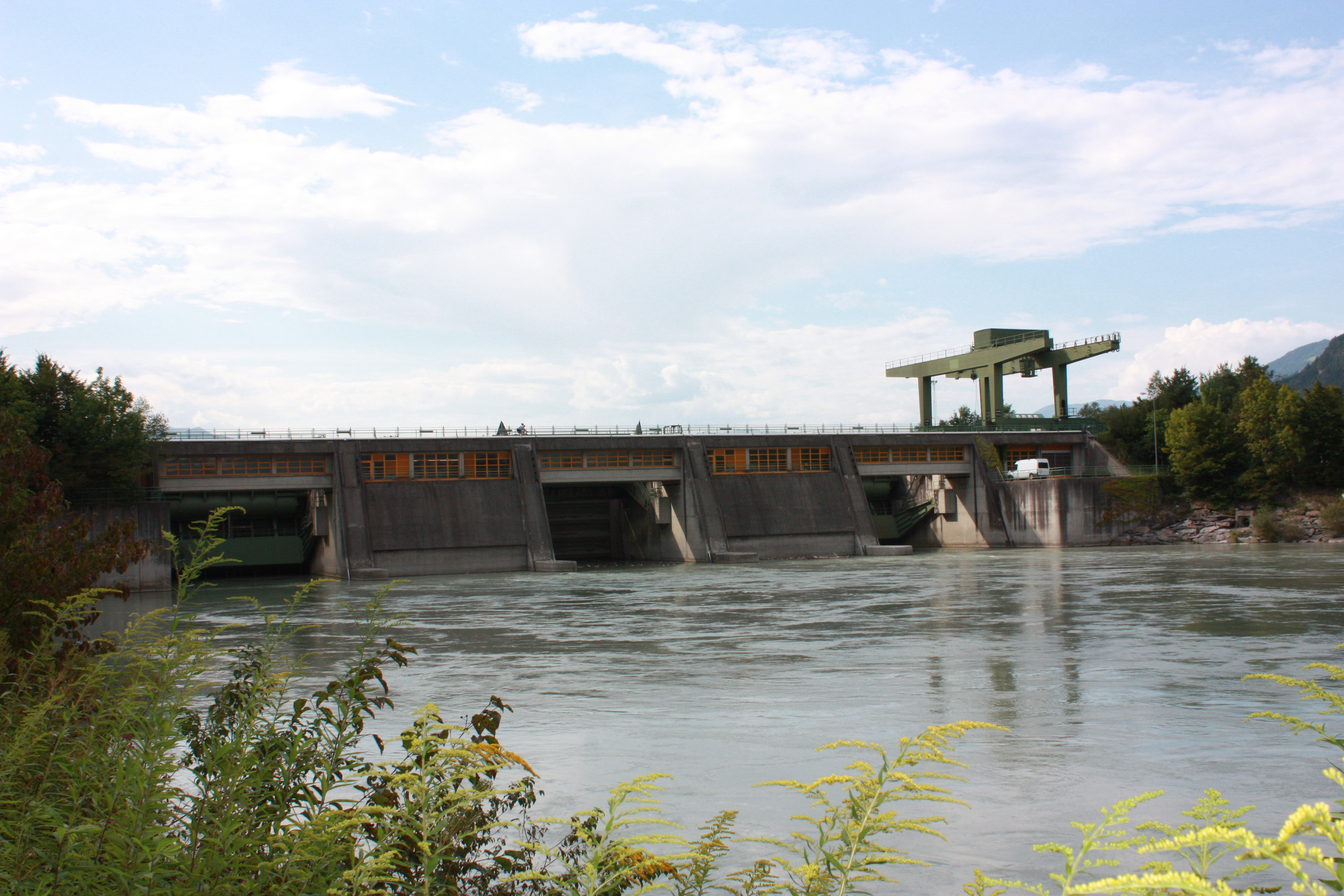
Wasserkraftwerk Kellerberg

Weißenstein ist eine Marktgemeinde mit 2910 Einwohnern (Stand 1. Jänner 2024) im Bezirk Villach-Land in Österreich, im Bundesland Kärnten.

## Geographie

### Geographische Lage
Weißenstein liegt im Unteren Drautal nordwestlich und oberhalb von Villach. Das Gemeindegebiet erstreckt sich vom Talboden nach Süden in die Gailtaler Alpen und im Norden in die Nockberge. Der höchste Punkt ist die Spitze des 1517 m ü. A. hohen Schwandnocks an der Südgrenze, der mit etwa 502 m ü. A. tiefste liegt am Ausfluss der Drau unterhalb von Gummern.
Die Gemeinde Weißenstein ist eine der größten Bergbaugemeinden Österreichs und liegt im Herzen Kärntens. Sie grenzt im Osten an Villach, im Süden an Bad Bleiberg, im Westen an Paternion sowie im Norden an Fresach und Treffen.
Der Ortsname der Ortschaft Weißenstein ist auf die steil aufsteigende Felsenwand mit dem Namen „Pleschwand“ zurückzuführen; dieses Wort stammt aus dem Altslawischen und bedeutet so viel wie ‚Kahle Wand‘ oder ‚Kahle Stelle‘. Der Ort liegt unter dieser Felsformation an der Stelle, wo der Presingerbach von Nordosten her in den Talgrund linksseits der Drau eintritt. Sie steht erhöht auf einem Schuttkegel, der bei einem Unwetter vom Mirnockgebiet ins Tal geschwemmt wurde und eine ältere Siedlung begrub. Auch Teile des damals auf dem Berg stehenden Hadenschlosses wurden dabei mitgerissen.
Durch die Marktgemeinde verlaufen die Drautalbahn (Haltestelle Puch, Haltestelle Weißenstein-Kellerberg und Haltestelle Paternion-Feistritz), die Tauern Autobahn (Auffahrt/Abfahrt „Villach West“ in Weißenbach), die Ferndorfer Landesstraße und die Drautal Straße (B 100).

### Gemeindegliederung
Die Gemeinde ist in vier Katastralgemeinden gegliedert, nämlich Kellerberg, Puch, Töplitsch und Weißenstein. Das Gemeindegebiet umfasst folgende zwölf Ortschaften (in Klammern Einwohnerzahl Stand 1. Jänner 2024):
- Gummern (88)
- Kellerberg (128)
- Lansach (191)
- Lauen (14)
- Puch (625)
- Stadelbach (415)
- Stuben (126)
- Töplitsch (461)
- Tscheuritsch (70)
- Uggowitz (21)
- Weißenstein (611)
- Weißenbach (160)

### Nachbargemeinden
|           | Fresach                                     | Treffen      |
| Paternion | Kompassrose, die auf Nachbargemeinden zeigt |              |
|           | Bad Bleiberg                                | Villach (VI) |

## Geschichte
Infolge regionaler Spracheigenheiten und der daraus erwachsenen Schreibweisen wurde Weißenstein erstmals als Wizinstein erwähnt. Im Laufe der Jahrhunderte wurde daraus Wizzinstain, Wayßnstain, Weißnstein Weissenstain und schließlich das heutige Weißenstein.
878 wurde Puch erstmals urkundlich erwähnt. Die Burg Wizinstein wurde 1085 als Besitz des Bistums Brixen erstmals erwähnt. Am 4. Mai 1201 wurde die Burg Weißenstein wie auch zahlreiche andere Oberkärntner Burgen und Kirchen durch ein starkes Erdbeben mit dem Epizentrum im Liesertal zerstört.
Kellerberg wurde als Chellerberch 1251 erstmals erwähnt und gehörte den Grafen von Ortenburg. Die Burg Kellerberg wurde 1348 beim Erdbeben zerstört. 1478 verwüsteten die Türken Kellerberg.
Als 1849/1850 in Kärnten die Ortsgemeinden gebildet wurden, waren Weißenstein und Kellerberg zunächst eigenständige Gemeinden. Kellerberg wurde 1865 nach Paternion eingemeindet, verselbständigte sich aber 1899 wieder. Im Zug einer Gemeindestrukturreform wurden zum 1. Jänner 1973 das rechts der Drau gelegene Kellerberg mit dem links der Drau gelegenen Weißenstein zur Gemeinde Weißenstein zusammengelegt. Am 30. Juli 2006 wurde ihr das Recht zur Führung der Bezeichnung „Marktgemeinde“ verliehen.

## Bevölkerung

### Bevölkerungsentwicklung
| Weißenstein: Einwohnerzahlen von 1869 bis 2024      | Weißenstein: Einwohnerzahlen von 1869 bis 2024 | Weißenstein: Einwohnerzahlen von 1869 bis 2024 | Weißenstein: Einwohnerzahlen von 1869 bis 2024 | Weißenstein: Einwohnerzahlen von 1869 bis 2024 |
| --------------------------------------------------- | ---------------------------------------------- | ---------------------------------------------- | ---------------------------------------------- | ---------------------------------------------- |
| Jahr                                                |                                                |                                                |                                                | Einwohner                                      |
| 1869                                                | 1869                                           |                                                | 1.312                                          | 1.312                                          |
| 1880                                                | 1880                                           |                                                | 1.518                                          | 1.518                                          |
| 1890                                                | 1890                                           |                                                | 1.609                                          | 1.609                                          |
| 1900                                                | 1900                                           |                                                | 1.630                                          | 1.630                                          |
| 1910                                                | 1910                                           |                                                | 1.980                                          | 1.980                                          |
| 1923                                                | 1923                                           |                                                | 2.010                                          | 2.010                                          |
| 1934                                                | 1934                                           |                                                | 2.302                                          | 2.302                                          |
| 1939                                                | 1939                                           |                                                | 2.294                                          | 2.294                                          |
| 1951                                                | 1951                                           |                                                | 2.820                                          | 2.820                                          |
| 1961                                                | 1961                                           |                                                | 2.938                                          | 2.938                                          |
| 1971                                                | 1971                                           |                                                | 3.088                                          | 3.088                                          |
| 1981                                                | 1981                                           |                                                | 3.034                                          | 3.034                                          |
| 1991                                                | 1991                                           |                                                | 3.063                                          | 3.063                                          |
| 2001                                                | 2001                                           |                                                | 3.107                                          | 3.107                                          |
| 2011                                                | 2011                                           |                                                | 3.001                                          | 3.001                                          |
| 2021                                                | 2021                                           |                                                | 2.929                                          | 2.929                                          |
| 2024                                                | 2024                                           |                                                | 2.910                                          | 2.910                                          |
| Quelle(n): Statistik Austria, Gebietsstand 1.1.2021 |                                                |                                                |                                                |                                                |

Am 1. Jänner 2001 lebten in der Marktgemeinde Weißenstein 3.107 Personen. 96,7 % oder 3004 Personen waren österreichische Staatsbürger, 103 Personen oder 3,3 % nichtösterreichische. Der Großteil der im Ausland geborenen Personen stammte aus den Ländern des ehemaligen Jugoslawien (69 Personen oder 2,2 % der Gesamtbevölkerung), die restlichen sind allesamt Deutsche (34 Personen oder 1,1 %).

### Religionen
52 % der Einwohner Weißensteins sind römisch-katholisch, 41 % evangelisch, 0,8 % Moslems und 4,5 % ohne religiöses Bekenntnis.

## Kultur und Sehenswürdigkeiten

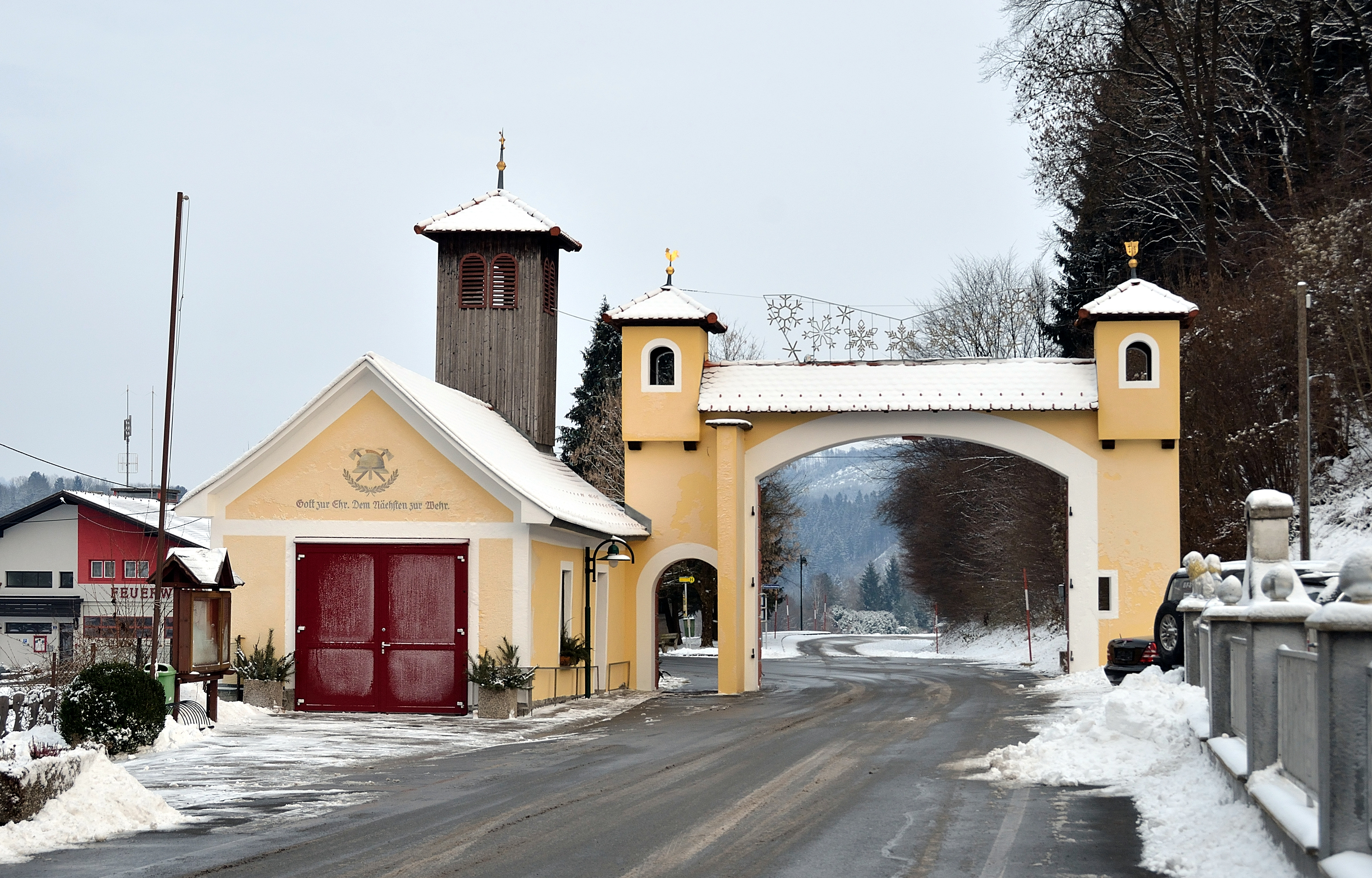
Dorfbogen in Töplitsch

- Pfarrkirche St. Leonhard in Weißenstein (urkundlich 1149 erstmals erwähnt[2])
- Filialkirche St. Gotthard in Lansach (urkundlich 1487 erstmals erwähnt)
- Pfarrkirche St. Ulrich in Kellerberg (urkundlich 1309 erstmals erwähnt)
- Filialkirche St. Lambert in Töplitsch (urkundlich 1428 erstmals erwähnt)
- Evangelische Kirche Puch (1783 erbaut)
- Schloss Kellerberg-Rothauer gehört zu jenen drei Schlössern in Kärnten, deren Baustil sich durch runde Ecktürme auszeichnet, die diagonal an einen massigen, kubischen Bau gestellt sind. Es wurde 1507 erstmals urkundlich erwähnt.
- Von der Burgruine Weißenstein ist ein ca. 70 m langer, in nordsüdlicher Richtung verlaufender und stark zerfallener Mauerzug aus Bruchsteinen erhalten, der zwischen 10 und 30 m breit und maximal 90 cm hoch ist.
- Dorfbogen Töplitsch (ca. 10 m hoher Bogen mit seitlich angedeuteten Türmen, erbaut im Jahre 1998 durch die Dorfbevölkerung)

## Wirtschaft und Infrastruktur

### Wirtschaftssektoren
Die folgende Tabelle zeigt die Entwicklung der Anzahl der Betriebe und der Beschäftigten in den Wirtschaftssektoren:
| Wirtschaftssektor            | Anzahl Betriebe | Anzahl Betriebe | Anzahl Betriebe | Erwerbstätige | Erwerbstätige | Erwerbstätige |
| Wirtschaftssektor            | 2021            | 2011            | 2001            | 2021          | 2011          | 2001          |
| ---------------------------- | --------------- | --------------- | --------------- | ------------- | ------------- | ------------- |
| Land- und Forstwirtschaft 1) | 53              | 96              | 112             | 70            | 82            | 70            |
| Produktion                   | 39              | 34              | 26              | 432           | 424           | 510           |
| Dienstleistung               | 115             | 99              | 60              | 569           | 416           | 227           |

1) Betriebe mit Fläche in den Jahren 2010 und 1999, Arbeitsstätten im Jahr 2021

Wichtige Industrie- und Bergbaubetriebe der Marktgemeinde
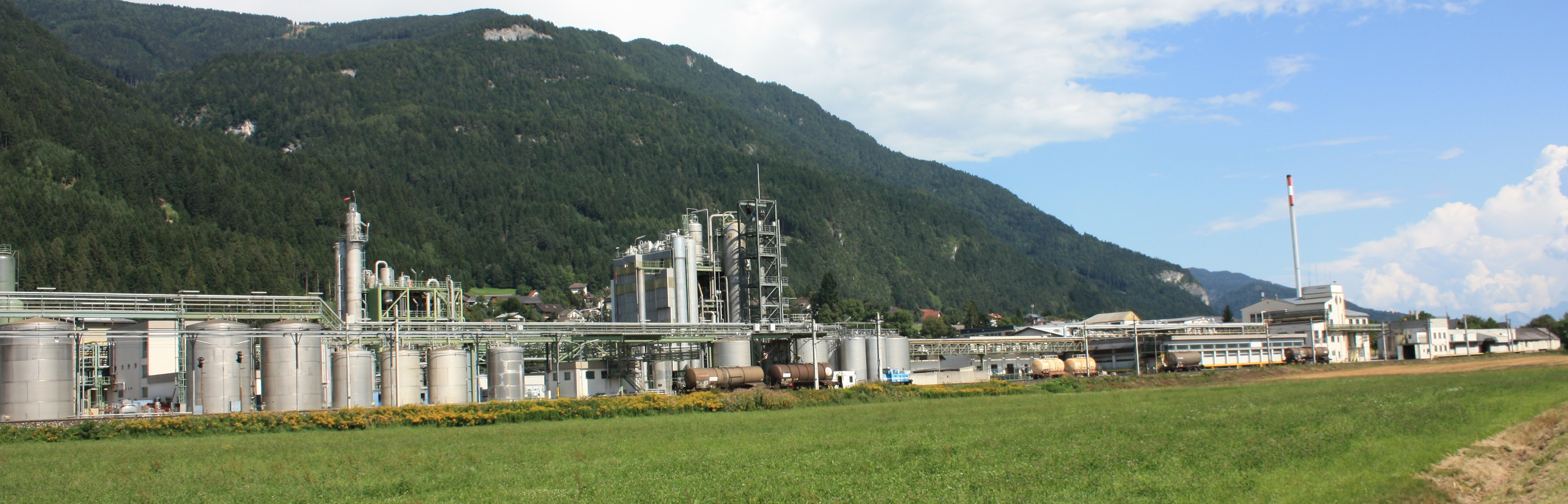
Chemiewerk ÖCW Degussa-Evonik
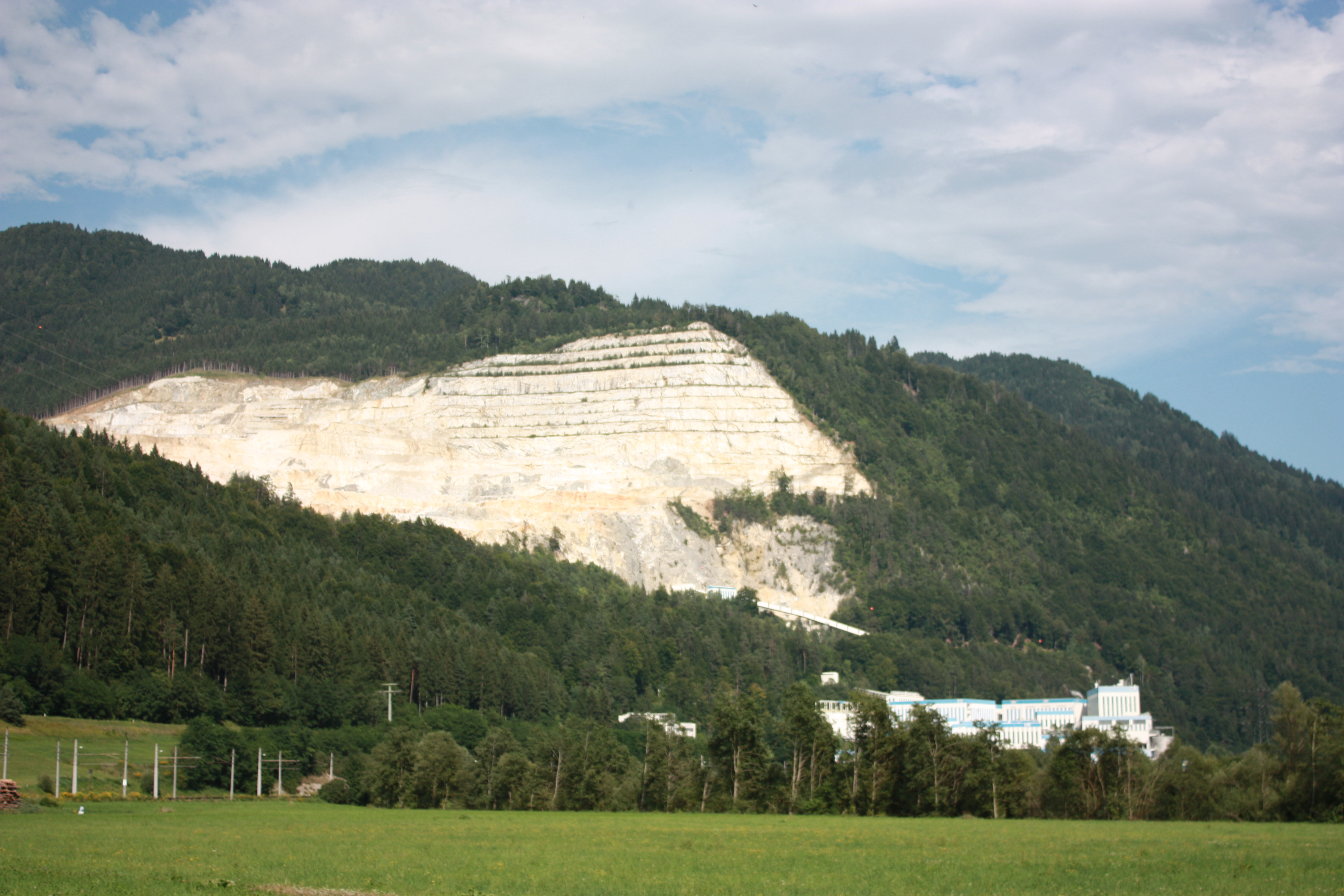
Kalkbergwerk OMYA Gummern
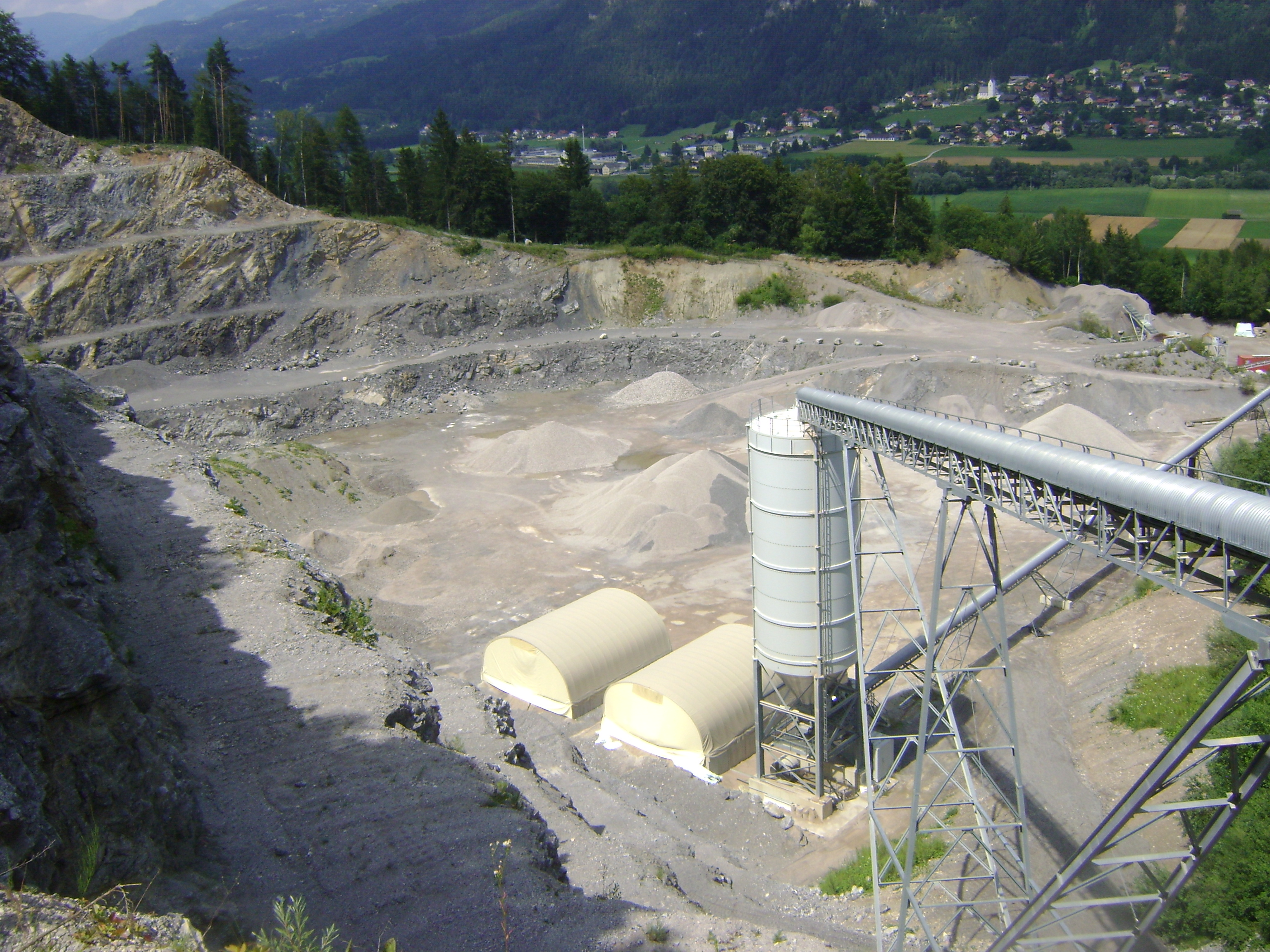
Neuper Gmbh. Splitt- und Kieselbruch

### Betriebe
- ÖCW (Österreichische Chemische Werke; eine Zweigniederlassung der Degussa CEE GmbH, Tochter der Evonik Degussa). Die 1908 gebaute ÖCW in Weißenstein war die weltweit erste Wasserstoffperoxid-Fabrik.
- OMYA. Das Steinwerk der OMYA GesmbH in Gummern ist der wichtigste und größte Marmorbruch Kärntens. Es ist ein Schlüsselwerk für die Versorgung der österreichischen, süddeutschen und norditalienischen Papier-, Farben-, Lack- und Kunststoffindustrie mit dem aus dem Marmor gewonnenen Calciumcarbonat. Der hier gebrochene Gummerner Marmor wurde bereits in der Antike verwendet.
- Kraftwerk Kellerberg. Der Kraftwerksstandort liegt bei Draukilometer 85,5 am Kellerberger Winkel. Es ist ein Pfeilerkraftwerk mit Lauf- und Schwellbetrieb bei Nutzung der Speicherabflüsse aus Westkärnten mit einer Jahreserzeugung von 103,2 GWh, die ins 20-kV-Netz der Kelag geht.
- Lauster Steinbau. Von der 1958 gegründeten Lauster GmbH wird der im Steinbruch Krastal vorkommende Krastaler Marmor abgebaut und in eigenen Werksanlagen verarbeitet.
- Neuper Gmbh. In Kellerberg werden von der Neuper Gmbh verschiedene Splittkörnungen für die Betonindustrie und den Straßenbau gewonnen. Seit Juli 2009 werden in der neu gebauten Anlage Estrich sowie Torkret (Spritzbeton) gemischt und verladen.
- Hofer KG. Die Hofer KG-Zweigniederlassung in Weißenbach ist flächenmäßig eines der größten Gebäude Kärntens.

### Handwerk
Um Gefolge der steinverarbeitenden Industrie hat sich auch Handwerk in der Region etabliert. Mit der Glasbläserei Rauter hat sich hier eine der letzten Manufakturen dieser Art erhalten. Die Glasbläserei im alpinen Raum unterscheidet sich von der Glasherstellung in Murano. Im alpinen Raum wird meist weißes durchsichtiges Glas verarbeitet.

### Öffentliche Einrichtungen
In der Gemeinde gibt es fünf Freiwillige Feuerwehren, die im Wettbewerbswesen zu den erfolgreichsten von ganz Kärnten zählen. Die Freiwillige Feuerwehr Töplitsch erreichte zahlreiche Landesmeistertitel sowie Gold- und Bronzemedaillen bei den Internationalen Feuerwehrwettkämpfen des CTIF (Weltmeisterschaften).

### Fährbetrieb
Seit je her gab es in dieser Region Fähren über die Drau, die folgende Ortschaften miteinander verbanden:
- Gummern mit Weißenbach
- Puch mit Töplitsch bzw. Stadelbach – Diese Fähre wurde nach dem Rumpfklauenseuchenausbruch in Puch im Jahr 1804 zum Schutz der Bevölkerung aus Töplitsch und Stadelbach entfernt, eine Wiederaufnahme des Betriebes im Jahr 1809 wurde durch einen Volksaufstand verhindert.
- Kellerberg mit Weißenstein
- Lansach mit Feffernitz
- Stuben mit Pobersach

## Politik

### Gemeinderat
Der Gemeinderat von Weißenstein hat 19 Mitglieder.
- Nach der Gemeinderatswahl 2015 setzte er sich wie folgt zusammen: 10 SPÖ, 5 FPÖ und 4 ÖVP.[8]
- Nach der Gemeinderatswahl 2021 setzt er sich wie folgt zusammen: 10 SPÖ, 5 WVP und 4 FPÖ.[9]

### Bürgermeister
Bürgermeister ist Harald Haberle (SPÖ).

### Wappen
Das Wappen von Weißenstein zeigt „in Blau unten drei ineinandergeschichtete silberne Felsbrocken, der mittlere erhöht, die beiden anderen erniedrigt.“ Der blaue Hintergrund stellt den Quell- und Wasserreichtum der Marktgemeinde dar, die dargestellten weißen Felsen den Gesteins- und Erzreichtum des Bergbaugebietes, welchen schon die alten Kelten und Römer zu nutzen wussten. Als herausragendes Beispiel dient hier der Krastaler Marmor.
Gleichzeitig spielen die Felsen vermutlich auf die nördlich des Ortes aufragende Pleschwand an, an deren Fuß im 11. Jahrhundert die Burg Wizinstain errichtet wurde, nach der sich einst ein Rittergeschlecht nannte.
Wappen und Fahne wurden der Gemeinde am 5. August 1981 verliehen, die Fahne ist in Blau-Weiß mit eingearbeitetem Wappen.

### Partnergemeinde
Partnergemeinden von Weißenstein sind:
- seit 1990: Nidda in Hessen
- seit 2016: Šmartno ob Paki in Slowenien

## Persönlichkeiten

### Söhne und Töchter der Gemeinde
- Mathilde Sellenati (1834–1911), Porträt- und Landschaftsmalerin
- Johann Fruhmann (1928–1985), Maler
- Manfred Ebner (* 1953), Politiker

### Mit der Gemeinde verbundene Persönlichkeiten
- Hubert Dörer (* 1966), zweifacher Weltmeister im Kraftdreikampf
- Christian Jennes (* 1997), Eishockeyspieler
- Leo Lukas (1908–1979), Politiker, Gemeinderat von Weißenstein
- Günther Steyrer (1931–1986), Mundartdichter, Komponist, Chorleiter des AGV Weißenstein, Direktor der Volksschule Weißenstein 1973–1978